# Harold Miller (calciatore)
Harold Syndey Miller (Watford, 20 maggio 1902 – 24 ottobre 1988) è stato un calciatore inglese, di ruolo attaccante.

## Carriera

### Club
Ha sempre giocato nel campionato inglese.

### Nazionale
Con la Nazionale inglese ha esordito nel 1923.